# Sensor de lluvia
Un sensor de lluvia es un dispositivo electrónico que cambia su valor de acuerdo con la precipitación de lluvia. Hay dos tipos principales de sensores de lluvia. El primero es un dispositivo que acumula agua y que está conectado a un sistema automático de riego que provoca el apagado del sistema en caso de lluvia. El segundo es un dispositivo utilizado para proteger el interior de un vehículo de lluvia y para posibilitar el funcionamiento automático del limpiaparabrisas según la intensidad de la lluvia.
Una aplicación adicional, en las antenas de comunicaciones por satélite profesionales, arranca un soplador de aire que elimina las gotas de agua de la superficie de la membrana que cubre la boca del alimentador de la antena.

## Sensores de riego
Los sensores de lluvia para sistemas de riego están disponibles en versiones con cables e inalámbricas. La mayoría usan discos higroscópicos que se hinchan con la presencia de agua y se encogen cuando deja de llover, accionando a su vez un interruptor. Sin embargo, algunos sensores eléctricos en el mercado también miden la cantidad de agua a partir de un cubo que gotea, o muestras conductoras para medir la cantidad de agua llovida. Normalmente están conectados a los terminales del control de irrigación o están instalados en serie con el circuito común de la válvula del solenoide de forma que evitan que se abran las válvulas si se ha detectado lluvia. 
Algunos sensores de lluvia cuentan también con un detector de congelamiento para evitar que los sistemas operen en temperaturas bajo cero durante noches extremadamente frías.
Algunos estados de los Estados Unidos, como por ejemplo Florida, Nueva Jersey, Minnesota y Connecticut ordenan el uso de sensores de lluvia en todos los sistemas de riego de césped.

## Sensores en el sector de la automoción

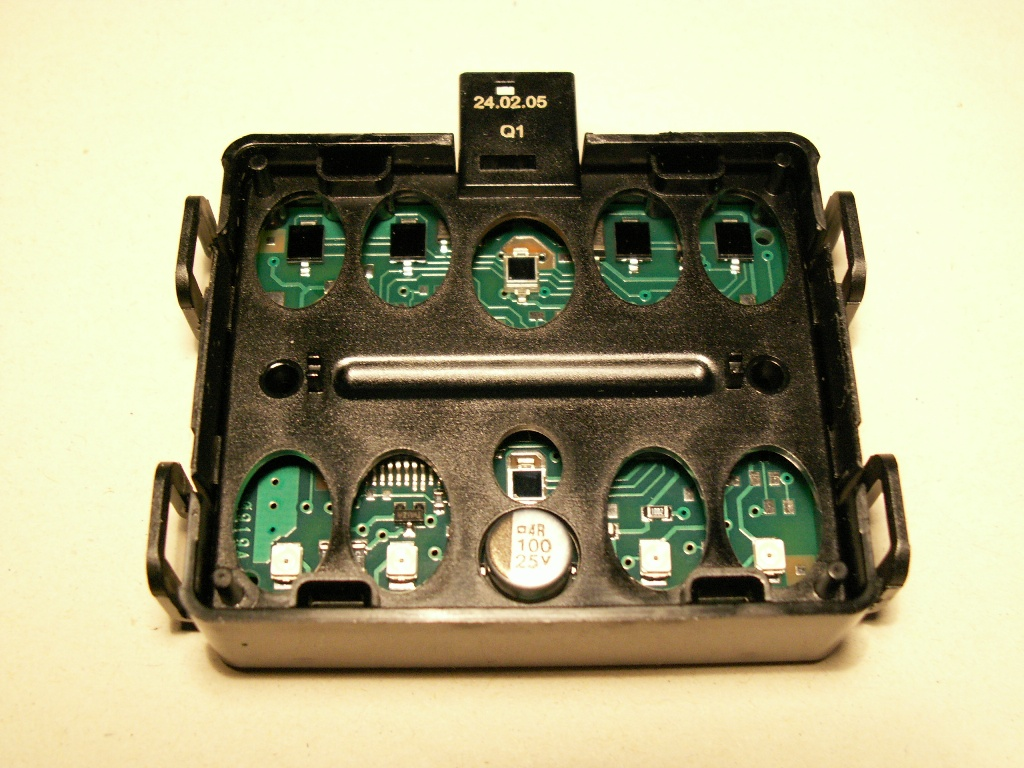
Un sensor de lluvia para la limpieza automática del parabrisas de un vehículo Mercedes-Benz.

En 1958, el Cadillac de General Motors experimentó con un circuito sensible al agua que, en caso de lluvia, activaba diversos motores eléctricos para cerrar la capota de un vehículo descapotable y subir las ventanas para un prototipo del Cadillac Eldorado.
El primer dispositivo de este tipo fue usado por General Motors en un prototipo denominado Buick LeSabre y construido siete años antes en 1950-51.
En la actualidad estos sensores están integrados en un sistema para accionar de forma automática los limpiaparabrisas, conocidos como limpiaparabrisas inteligentes.
El sensor de lluvia más frecuente es el basado en el principio de reflexión interna total: una luz infrarroja es emitida a un ángulo de 45 grados en el parabrisas desde la parte interior. Si el cristal está mojado la cantidad de luz que retorna se ve disminuida, y se activan los limpiaparabrisas.

## Sensores en las telecomunicaciones por satélite
En este campo se necesitan sensores de lluvia por el siguiente motivo: El alimentador (o bocina) de la antena tiene una apertura que permite el paso de las microondas entre el espacio y las guías de onda. Esta boca de la bocina está tapada con una membrana de material plástico que es transparente a la radio frecuencia pero permite mantener cierta presión dentro de las guías, para que el aire seco que se inyecta en su interior impida la entrada de humedad. Las gotas de lluvia que se depositan en esta membrana pueden suponer el deterioro de las comunicaciones, y para eliminarlas se incorpora un ventilador que sopla un chorro de aire sobre su superficie.  El funcionamiento del ventilador está automatizado gracias a un sensor de lluvia que lo arranca ante la caída de las primeras gotas y lo mantiene encendido mientras dura la precipitación.
Estos sensores detectan el cambio de conductividad que provoca el agua entre unas hileras de conductores, y también disponen de una resistencia eléctrica para evaporar la precipitación acumulada.